# Barbellopsis trichophora
Barbellopsis trichophora là một loài Rêu trong họ Meteoriaceae. Loài này được (Mont.) W.R. Buck miêu tả khoa học đầu tiên năm 1998.